# Aleksandrs Čaks
Aleksandrs Čaks (født Aleksandrs Čadarainis; 27. oktober 1901 i Riga i Guvernement Livland – 8. februar 1950 i Riga i Lettiske SSR) var en lettisk digter og forfatter. Čaks er velsagtens den første lettiske forfatter, hvis værker er udpræget urbane, sammenlignet med de sædvanlige skildringer af livet på landet eller små landsbyer i den tidlige lettiske litteratur.
Čaks blev født i Riga ind i en skrædder-familie, og fortsatte med at leve i Riga hele livet, hvor han fulgte byens liv i sin digtning. Čaks udgav sin første poesibog Seši (Seks) i 1928, som var dedikeret til Riga og dets leben. Disse digte omfattede emner og karakterer, som ikke tidligere sås i lettisk poesi – byens natteliv, hjemløse, prostituerede, fattige forstæder, selv kloakker i boligblokke. I hans værker viser Čaks hans dybe kærlighed til Riga, som den var. Riga er ikke den eneste genstand for hans digte, selvom Čaks også har skrevet romantiske digte og værker dedikeret til de lettiske skytter. Čaks skrev også nogle korte noveller, selv om de generelt ikke er så kendte som hans digte.
I 1949, da Letland var en del af Sovjetunionen, blev Čaks beskyldt for at forvilde sig fra marxistiske værdier og for at skrive politisk ukorrekte værker. Disse anklager svækkede Čaks' helbred, og han døde af en hjertesygdom den 8. februar 1950. En af de centrale gader i Riga er opkaldt efter ham. Der er også et mindes-museum i denne gade, og en statue i den nærliggende park Ziedoņdārzs.

## Bøger på dansk
- Čaks, Aleksandrs (2009). Det er høje tid. Odense: Rasmus. ISBN 978-87-992289-6-6.